# Сандро Мацола
Алесандро „Сандро“ Мацола (на италиански: Alessandro „Sandro“ Mazzola) е италиански футболист, нападател. Роден на 8 ноември 1942 г. в Торино. Син на футболиста Валентино Мацола.

## Кариера
Играе в „Интер“ от 1952 до 1977 г. Шампион през 1963, 1965, 1966 и 1971 г. Носител на КЕШ и Междуконтиненталната купа през 1964 и 1965 г. Финалист за КЕШ през 1967 и 1972 г. Има 418 мача и 117 гола в калчото. Има 70 мача и 22 гола в националния отбор, където дебютира на 12 май 1963 г. срещу Бразилия 3:0 в Милано, последен мач на 23 юни 1974 г. срещу Полша 1:2 в Щутгарт на СП-74. Участва на СП-66, СП-70 (второ място) и СП-74, както и на ЕП-68 (първо място). Футболист № 1 на Италия през 1964 г. Техничен и бърз, неудържим при дрибъл, едно от големите имена в машината на „Интер“ по времето на Еленьо Ерейра.
| Капитани на ФК Интер | Капитани на ФК Интер    | Капитани на ФК Интер |
| -------------------- | ----------------------- | -------------------- |
| Предшественик        | Период                  | Наследник            |
| Марио Корсо          | Сандро Мацола 1970-1977 | Джачинто Факети      |